# Tabanera de Valdavia
Tabanera de Valdavia is een gemeente in de Spaanse provincie Palencia in de regio Castilië en León met een oppervlakte van 21,53 km². Tabanera de Valdavia telt 28 inwoners (1 januari 2016).

## Demografische ontwikkeling
Bron: INE, 1857-2011: volkstellingen